# Homebush Women's International at Sydney Olympic Park 2010
L'Homebush Women's International at Sydney Olympic Park 2010 è stato un torneo di tennis facente parte della categoria ITF Women's Circuit nell'ambito dell'ITF Women's Circuit 2010. Il torneo si è giocato a Sydney in Australia dall'1 al 7 marzo 2010 su campi in cemento e aveva un montepremi di 25 000 $.

## Vincitrici

### Singolare
Jarmila Groth ha battuto in finale  Yurika Sema con il punteggio di 6–3 6–3

### Doppio
Casey Dellacqua /  Jessica Moore hanno battuto in finale  Sophie Ferguson /  Trudi Musgrave per walkover